# Малкия СКК
Малкия СКК (на арабски: نادي المالكية) е бахрейнски футболен клуб от село Малкия. Играещ в най-високото ниво на бахрейнския футбол.
Едноименният тим „Малкия“, е единствен представител на Северната провинция (губернатория) в елитния футбол на Бахрейн от много години насам. В буквален превод „Малкия“ значава „Господ е моят крал“ (владетел). Стават шампиони през 2016/17.

## История
Клубът е основан през 1968 година, но в половинвековната си история играе предимно във Втора дивизия. Едва на прага на новото хилядолетие печели промоция в елита, като в следващите години с колеблива игра става „асансьор“ между лигите.
През 2012 като вицешампион на Втора лига играе плейоф със столичния „Ал Ахли“. Благодарение на категоричната победа у дома с 4:1 заличава пасива от 2 гола от първия мач и отново е сред най-добрите отбори. Следващата година остава предпоследен, но в плейофите надделява над Източен Рифа и успява да запази мястото си в Първа лига.
Няколко сезона тимът е в средата на таблицата. Така е до 2016 г. когато завършва на трето място. Бронзовите медали му дават право за участие вквалификациите на Шампионската лига на Персийския залив. Тъкмо тогава „рибарите“, които вече придобиват тежестта на „Рицари на Запада“, започват поход към титлата през сезон 2016/17.
Титлата изпраща тима в плейофния цикъл на Шампионската лига на Азия. 16 отбора, разпределени на териториален принцип, спорят в един мач за попълване на групите. В Западния регион „Малкия“ има нещастието да срещне гранда на ОАЕ - „Ал Аин“. „Босовете“ от Абу Даби с лекота побеждават съперника си с 2:0. Подобно на Европа отборите, отпаднали в плейофите за ШЛ на Азия, продължават във втория по значимост континентален турнир - Купата на АФК. Малкия попада в компанията на „Ал Джазира“ (Йордания), „Ал Кува-Ал Джавия“ (Ирак) и „Ад Сувайк“ (Оман). Малкия приключва участието си в груповата фаза за Купата на АФК на трето място в групата си със 7 точки от 2 победи, равенство и 3 загуби.

## Стадион
В Малкия има малко футболно игрище, което не притежава лиценз от Бахрейнската футболна асоциация. Едноименният клуб тренира на него, а за мачовете използва 20-хилядния „Мадинат Иса“ в Иса Таун, отстоящ на 15 км североизточно от Малкия.

## Етимология и символика
„Малкия Спортс енд Калчъръл Клъб“ е основан през 1968 година.
Елементи от логото, кореспондиращи с пълното име на клуба са отворена книга и лодка. Футболната топка над тях показва обаче, че акцентът все пак пада върху футбола. Детайлите са разположени в щит, ограден от лавров венец. Hа върха стои звезда с осем лъча. В исляма подобно изображение се нарича Руб ал Хизб и често може да се види в Корана и друга богословска литература.

## Успехи
Бахрейнска Първа Лига
- Шампион (1): 2016/17
  -  Бронзов медал (1): 2015/16